# شادیه

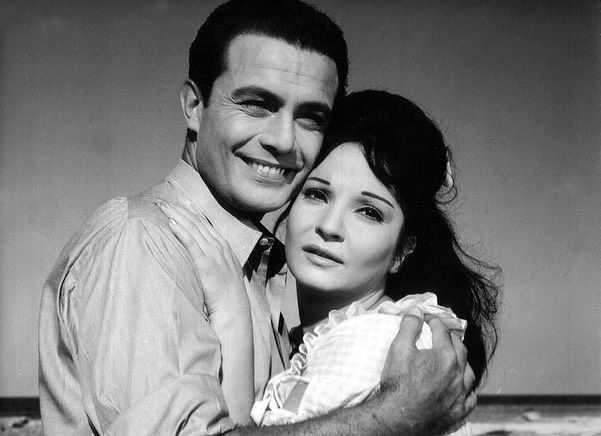
عکس صلاح و شادیه

فاطمه احمد کمال (عربی: فاطمة أحمد كمال؛ زاده ۸ فوریهٔ ۱۹۳۱ - مرگ ۲۸ نوامبر ۲۰۱۷) معروف به شادیه؛ خواننده مشهور و هنرپیشهٔ سینمای مصر بود. او از دهه ۱۹۵۰ تا ۱۹۶۰ میلادی، ستاره معروف جهان عرب بود تا آنجا که در سینما، «عروس پرده» و در موسیقی، «صدای مصر» لقب گرفته بود. شادیه با ترانه ای میهنی به نام «دلبندم ای مصر» شهرتی جاودانه یافت.
شادیه که از ۴ نوامبر ۲۰۱۷ بر اثر سکته مغزی در بیمارستان قاهره بستری شده بود سرانجام در ۲۸ نوامبر ۲۰۱۷ در سن ۸۶ سالگی درگذشت.